# Piotr Cesarek
Piotr Cesarek (ur. 26 stycznia 1967) – polski lekkoatleta specjalizujący się w skoku o tyczce, medalista mistrzostw Polski, reprezentant Polski.

## Życiorys
Był zawodnikiem AZS Warszawa i Legii Warszawa.
Na mistrzostwach Polski seniorów wywalczył jeden medal: brązowy w skoku o tyczce w 1988.
Reprezentował Polskę na mistrzostwach Europy juniorów w 1985, zajmując w skoku o tyczce 13. miejsce, z wynikiem 4,70
Rekord życiowy w skoku o tyczce: 5,10 (10.08.1985).